# The Miz
Michael Mizanin (8 d'octubre del 1980 -) més conegut al ring com a The Miz és un lluitador professional estatunidenc que treballa per a la marca Raw de World Wrestling Entertainment (WWE).
Mizanin també ha protagonitzat varias pel·lícules com ara la saga The Marine.

## Carrera a la WWE
The Miz va debutar amb la WWE l'octubre del 2004. Ha mentingut feus amb lluitadors com John Cena, Randy Orton, Dean Ambrose o Dolph Ziggler. Sempre a tingut el paper de heel, és a dir un lluitador que pren el paper del dolent i antagonista, en oposició al face.
Durant el 25é aniversari de Raw va guanyar Roman Reings i va tornar a aconseguir Títol Intercontinental. També es va confirmar la seva participació en el Royal Rumble 2018. Durant el programa de Raw del 25 de gener va guanya Apollo Cruz i es va classificar pel Elimination Chamber 2018 on s'enfrontarà a Roman Reings, Seth Rollins, John Cena, Elias, Finn Balor i Braun Strowmann.

## Campionats i assoliments
World Wrestling Entertainment/WWE
- WWE Championship (1 cop)
- WWE Intercontinental Championship (7 cops)
- WWE United States Championship (2 cops)
- WWE Tag Team Championship (4 cops) - amb John Morrison (1), Big Show (1), John Cena (1) y Damien Mizdow (1)
- World Tag Team Championship (2 cops) - amb John Morrison (1) y Big Show (1)
- Money in the Bank (2010)
- Triple Crown Championship (nº25)
- Grand Slam Championship (nº14)